# Barygenys maculata
Barygenys maculata är en groddjursart som beskrevs av Menzies och Tyler 1977. Barygenys maculata ingår i släktet Barygenys och familjen Microhylidae. IUCN kategoriserar arten globalt som otillräckligt studerad. Inga underarter finns listade.